# Jaśminowiec wonny
Jaśminowiec wonny (Philadelphus coronarius L.) – gatunek krzewu z rodziny hortensjowatych. Nieprawidłowo nazywany bywa jaśminem (jaśmin to zupełnie inny rodzaj roślin). Występuje w naturze w Turcji, na Wyspach Egejskich, w centralnych i północnych Włoszech i Austrii, aż po Kaukaz; poza tym jest uprawiany i dziczejący w wielu krajach świata.

## Morfologia

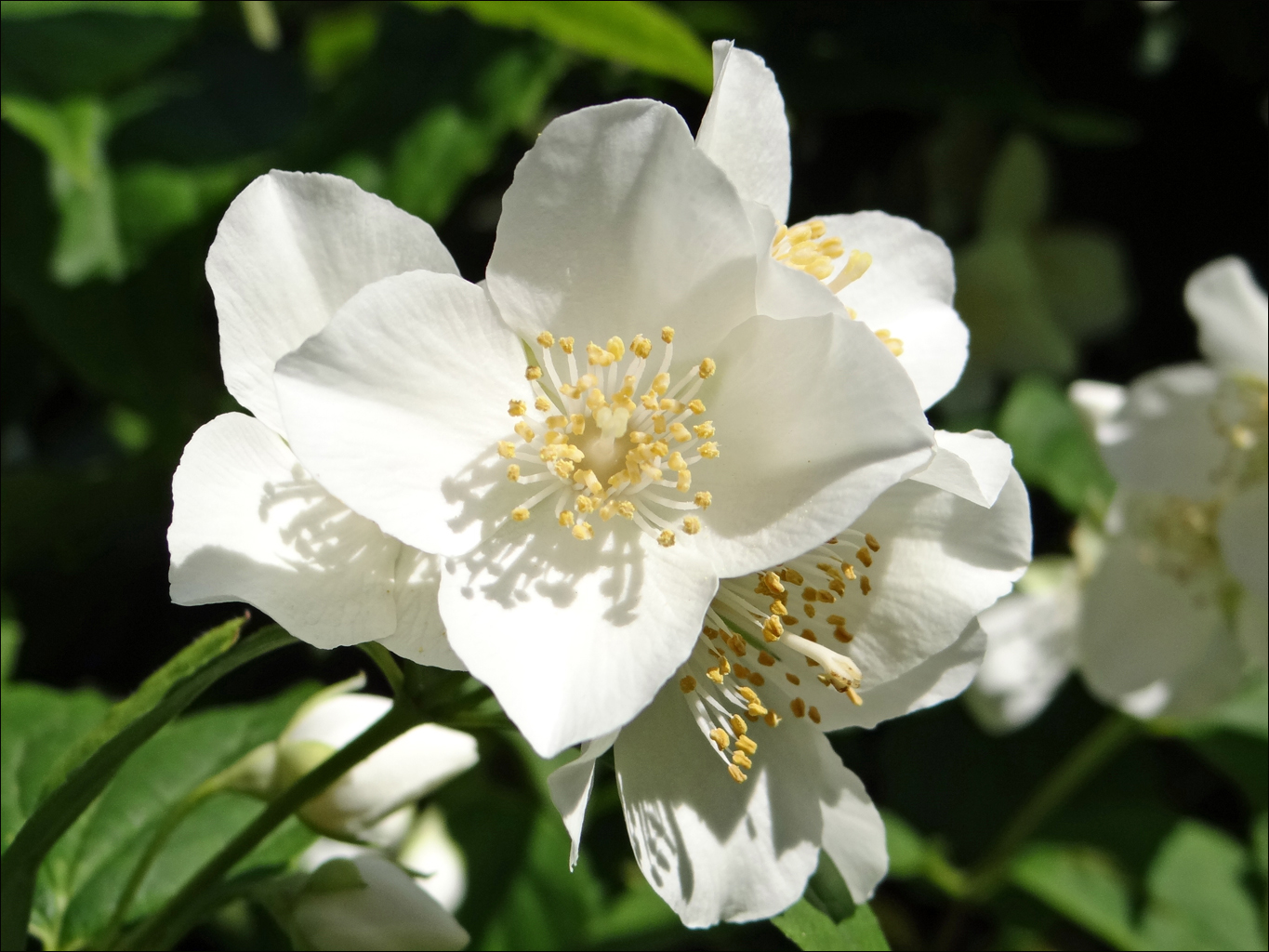
Kwiat

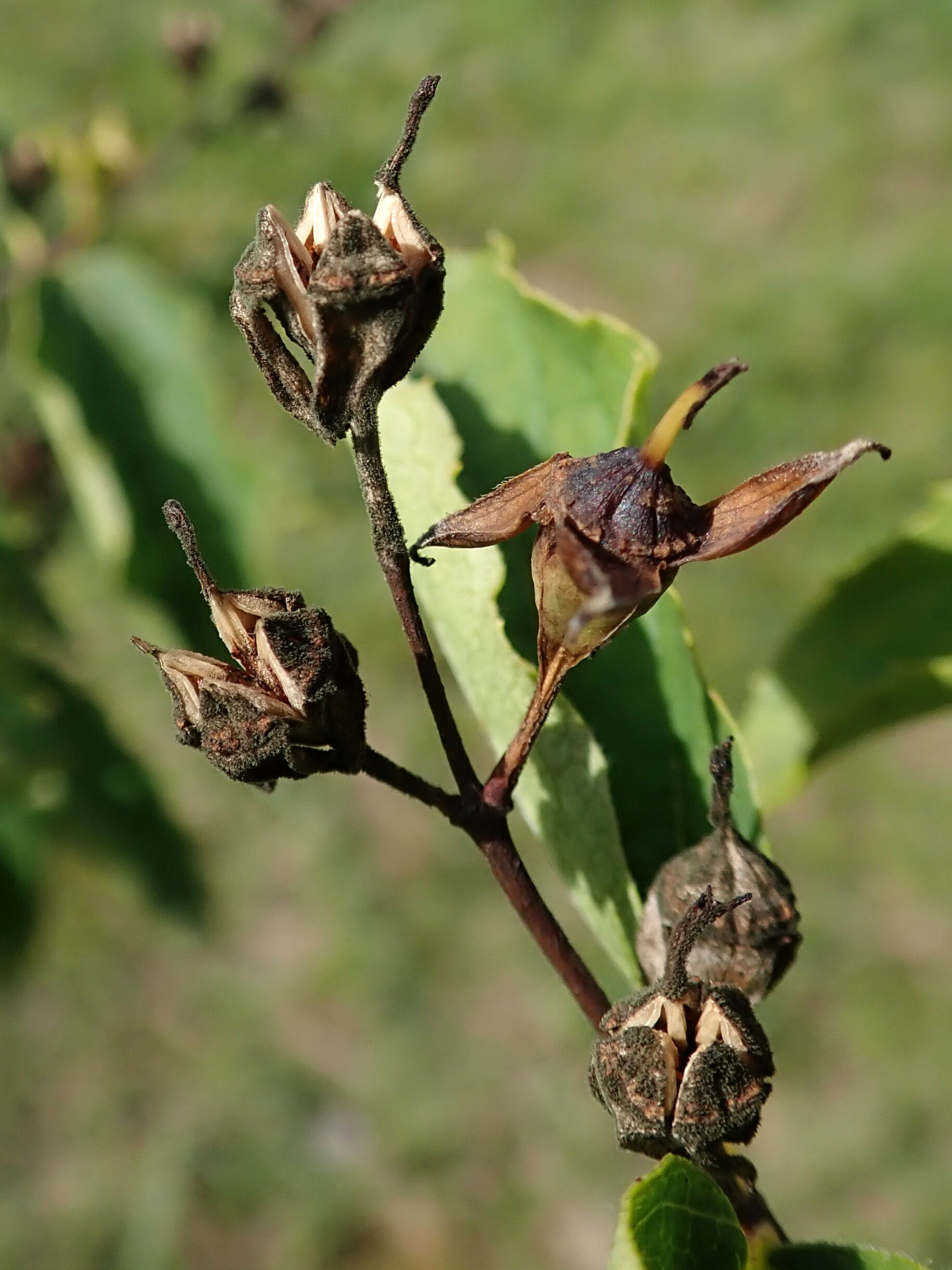
Owoce

PokrójKrzew wysokości do 3 m, dość silnie rosnący, o sztywnych, wyprostowanych pędach i łukowato przewieszających się starszych gałęziach. Młode pędy szybko tracą owłosienie, starsze są czerwonobrunatne, a ich korowina łuszczy się.
LiścieEliptyczne, zaostrzone, drobno ząbkowane, nagie (tylko na spodniej stronie występują kępki włosków na nerwach). Liście mają długość 4–8 cm i 6–11 par ząbków.
KwiatyKwitnie na przełomie maja i czerwca, zwykle bardzo obficie. Ma dość duże, białokremowe kwiaty złożone z czterech nagich działek kielicha, czterech płatków korony, jednego słupka i licznych pręcików. Kwiaty, o średnicy 2,5–3,5 cm, mają silny przyjemny zapach.
OwoceOwocami są czterokomorowe kuliste torebki, otwierające się czterema klapami. Dojrzewają w październiku. Zawierają liczne, małe, wydłużone nasiona.

## Zastosowanie
Roślina ozdobna. Polecany przede wszystkim do parków i zieleni osiedlowej. Bardzo ceniony ze względu na silny zapach kwiatów (nie wszystkie odmiany mają pachnące kwiaty). Jest mało wymagający w stosunku do gleby i bardzo wytrzymały na mrozy. Może rosnąć zarówno w słońcu, jak i w półcieniu. Najładniej prezentuje się sadzony pojedynczo lub w niewielkich grupach.

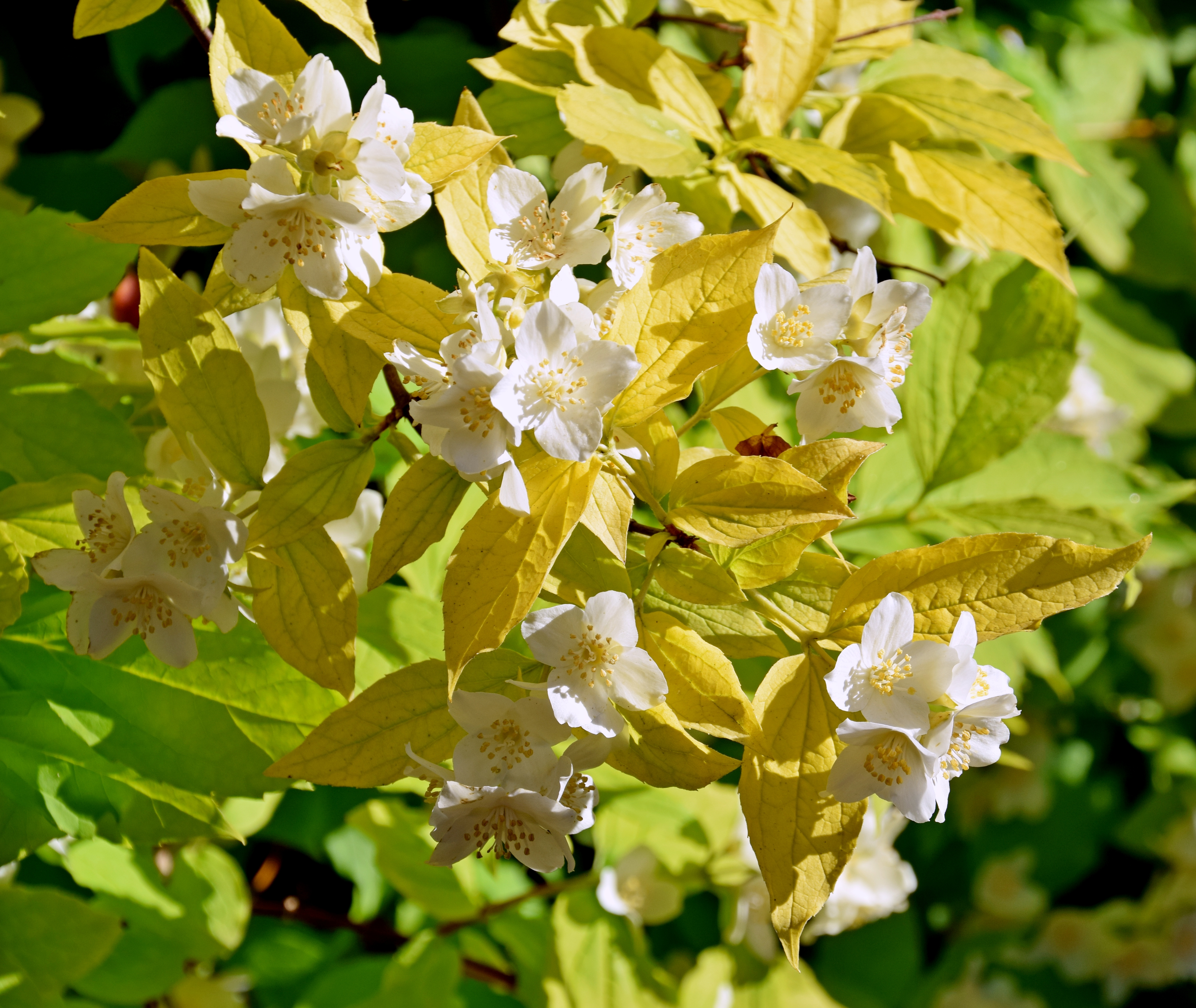
Odmiana 'Aureus'

## Odmiany uprawne
- ‘Aureus’ – wysokości 1,5 m, o małych liściach najpierw złocistożółtych, później zielonkawożółtych[4],
- ‘Zeyheri’ – do 2,5 m wysokości, liście długości 5–10 cm, kwiaty białe, intensywnie pachnące[4],
- ‘Nivalis’ – mieszaniec P. pubescens z P. coronarius, znany we Francji od 1841 roku. Kora pędów brunatna, łuszcząca się. Liście pod spodem nieco owłosione. Kwiaty białe, zebrane po 5-9 w grona, o średnicy 3–4 cm[6],
- ‘Nivalis plenus’ – jeszcze jedna forma tego mieszańca o kwiatach pełnych[6].